# Peter Borkenau
Peter Borkenau ist ein deutscher Psychologe.

## Leben
Nach dem Diplom 1975 in Psychologie (Universität Heidelberg), der Promotion 1982 (Universität Heidelberg) und der Habilitation 1987 in Psychologie (Universität Bielefeld) wurde er 1995 Professor für Differentielle Psychologie und Psychologische Diagnostik an der Martin-Luther-Universität Halle-Wittenberg. 2015 erfolgte die Emeritierung.
Seine Forschungsinteressen sind Akkuratesse in der Personenwahrnehmung, Konsistenz der Persönlichkeit, Faktorenstruktur intra- und interindividueller Unterschiede und Persönlichkeits-kongruente Informationsverarbeitung.

## Schriften (Auswahl)
- Anlage und Umwelt. Eine Einführung in die Verhaltensgenetik. Göttingen 1993, ISBN 3-8017-0662-1.
- mit Fritz Ostendorf: NEO-FFI. NEO-Fünf-Faktoren-Inventar nach Costa und McCrae. Manual. Göttingen 2008, OCLC 603906518.